# Jean-Edme Boilleau
Pour les articles homonymes, voir Boilleau.
Jean-Edme Boilleau est un homme politique français né le 26 avril 1738 à Avallon et décédé le 28 mars 1814 dans la même ville. Il est le frère aîné du député à la Convention nationale Jacques Boilleau.

## Biographie
Il est juge de paix à Avallon, comme son frère. Après le procès et l'exécution de celui-ci, il est sollicité pour reprendre son mandat de député, mais refuse de siéger aux côtés des "assassins" de son frère. 
Boilleau débute donc sa carrière sous le Directoire et est élu député de l'Yonne aux Conseil des Cinq-Cents, le 24 germinal an VI, il passa, le 4 nivôse an VIII, au Corps législatif, où l'admit le Sénat conservateur pour le département de l'Yonne. Rallié à la fortune de Bonaparte, il était devenu un fervent partisan du régime.

## Source
- « Boilleau (Jean-Edme) », dans Adolphe Robert et Gaston Cougny, Dictionnaire des parlementaires français, Edgar Bourloton, 1889-1891 [détail de l’édition] [texte sur Sycomore]